# Gukovo
Gukovo (rusky Гуково) je město v Rostovské oblasti v Ruské federaci. Žije zde 62 658 obyvatel (2021).

## Poloha a doprava
Gukovo leží na severozápadním okraji Rostovské oblasti v sousedství hranice s Ukrajinou (z druhé strany rusko-ukrajinské hranice leží Voznesenivka patřící do ukrajinské Luhanské oblasti). Od Rostova na Donu, správního střediska oblasti, je vzdáleno přibližně sto kilometrů severně.
Zhruba patnáct kilometrů východně od města prochází železniční trať z Rostova na Donu do Moskvy. Ještě o něco východněji vede dálnice M-4 „Don“ vedoucí z Krasnodaru přes Rostov na Donu a Voroněž rovněž do Moskvy.

## Dějiny
Gukovo bylo založeno v roce 1878 původně středisko v zemědělském kraji, ale záhy se stalo jedním ze středisek těžby černého uhlí. Městem je od roku 1955.

### Rodáci
- Viktor Alexejevič Romanko (* 1953), akordeonista
- Maxim Vladimirovič Turov (* 1979), šachista